# Cezary Pomarański
Cezary Andrzej Pomarański (ur. 17 grudnia 1957 w Sochaczewie) – polski polityk, samorządowiec i działacz oświatowy.

## Życiorys
Mazowiecki wicekurator oświaty, a następnie od grudnia 2001 do marca 2002 p.o. Mazowieckiego Kuratora Oświata. W 2002 został wybrany burmistrzem dzielnicy Bielany m.st. Warszawy.
W 2001 nieskutecznie ubiegał się o mandat posła na Sejm, a w 2004 (uzyskując 1048 głosów) posła do Parlamentu Europejskiego z listy PiS.
12 stycznia 2006 został powołany przez Tomasza Kozińskiego na stanowisko II wicewojewody mazowieckiego (ds. oświaty). Odwołany przez Jacka Kozłowskiego (PO) w grudniu 2007.